# Fiat Argenta
Fiat Argenta — большой семейный автомобиль производства итальянской автомобильной компании Fiat. Модель появилась в результате существенной переработки Fiat 132. Многочисленные изменения коснулись внешнего вида, колёс, приборной панели, зеркал, фар. Смена названия с числового индекса 132 к имени Argenta произошла в тот момент, когда Fiat менял свою стратегию именований, переходя от трехзначных чисел к собственным именам. Автомобиль производился с 1981 по 1985 год.
После окончания производства, Argenta долгое время считалась последней массовой моделью Fiat с задним приводом, до появления в 2016 году родстера 124 Spider (являющегося по факту перелицованным Mazda MX-5).

## Описание
На Argenta ставились двигатели (в зависимости от региона):
- 1.6 л., бензиновый, мощностью 96 л. с. (1585 см³.)
- 2.0 л., бензиновый, мощностью 113 л. с. (1995 см³.)
- 2.0 л., бензиновый, инжекторный, мощностью 122 л. с. (1995 см³.)
- 2.5 л., дизельный, мощностью 75 л. с. (2435 см³.)

На некоторых инжекторных моделях стояло электронное зажигание.
В 1984 был произведён рестайлинг модели. Обновилась радиаторная решётка, на которой стал красоваться новый логотип Fiat с пятью наклонными чёрточками, появился стабилизатор поперечной устойчивости на задней оси. Передняя ось стала шире на 40 мм, появились новые колёса.
Появились и новые двигатели: первый турбодизельный двигатель от Fiat — объёмом 2,5 литра, мощностью 90 л. с. (безнаддувная версия имела 72 л. с.), а для модели Argenta VX — двигатель с механическим нагнетателем (компрессором) мощностью 135 л. с., на основе двигателя от моделей Lancia Volumex.
Argenta производилась до 1985 года, на замену ей пришла Fiat Croma.

## Галерея

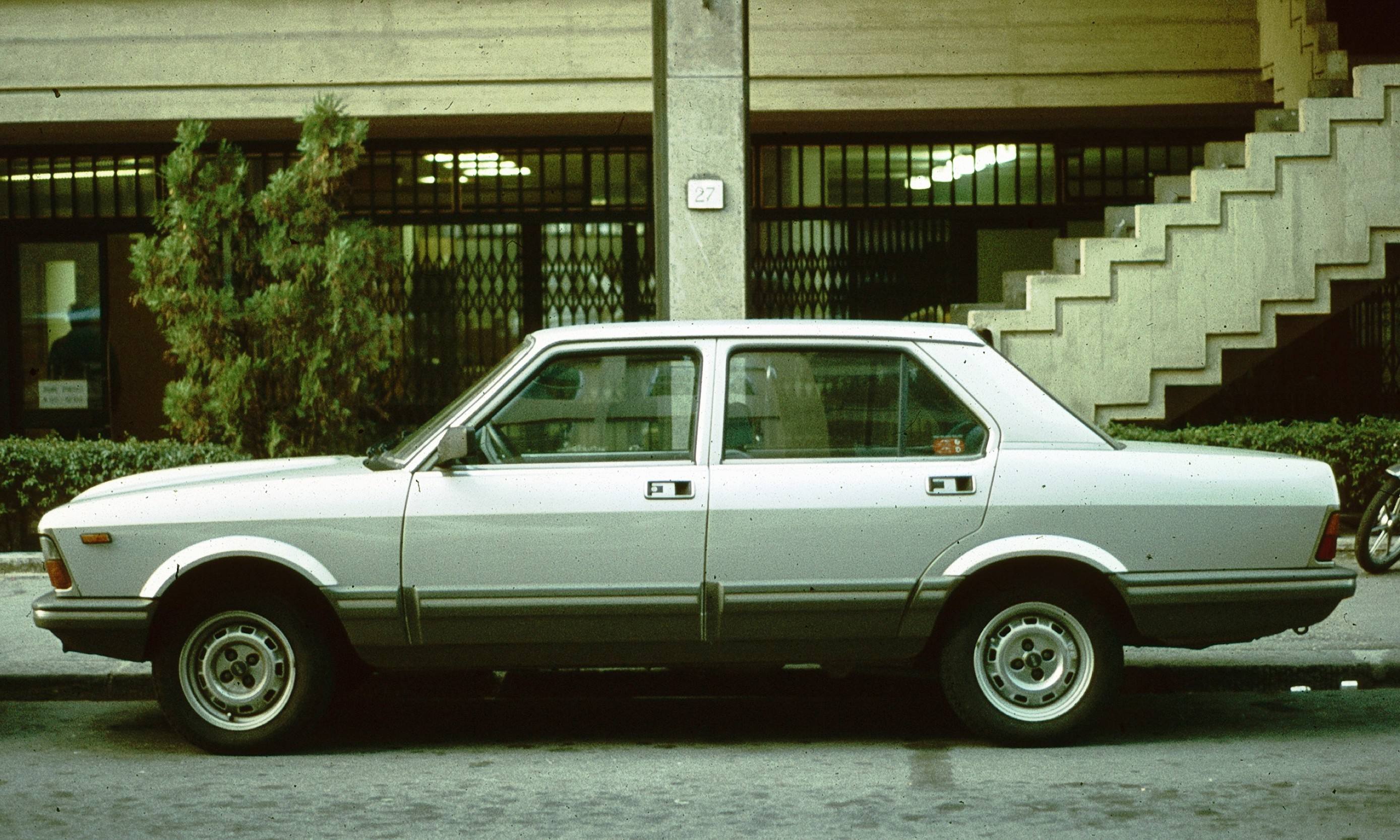
Дорестайлинговая версия
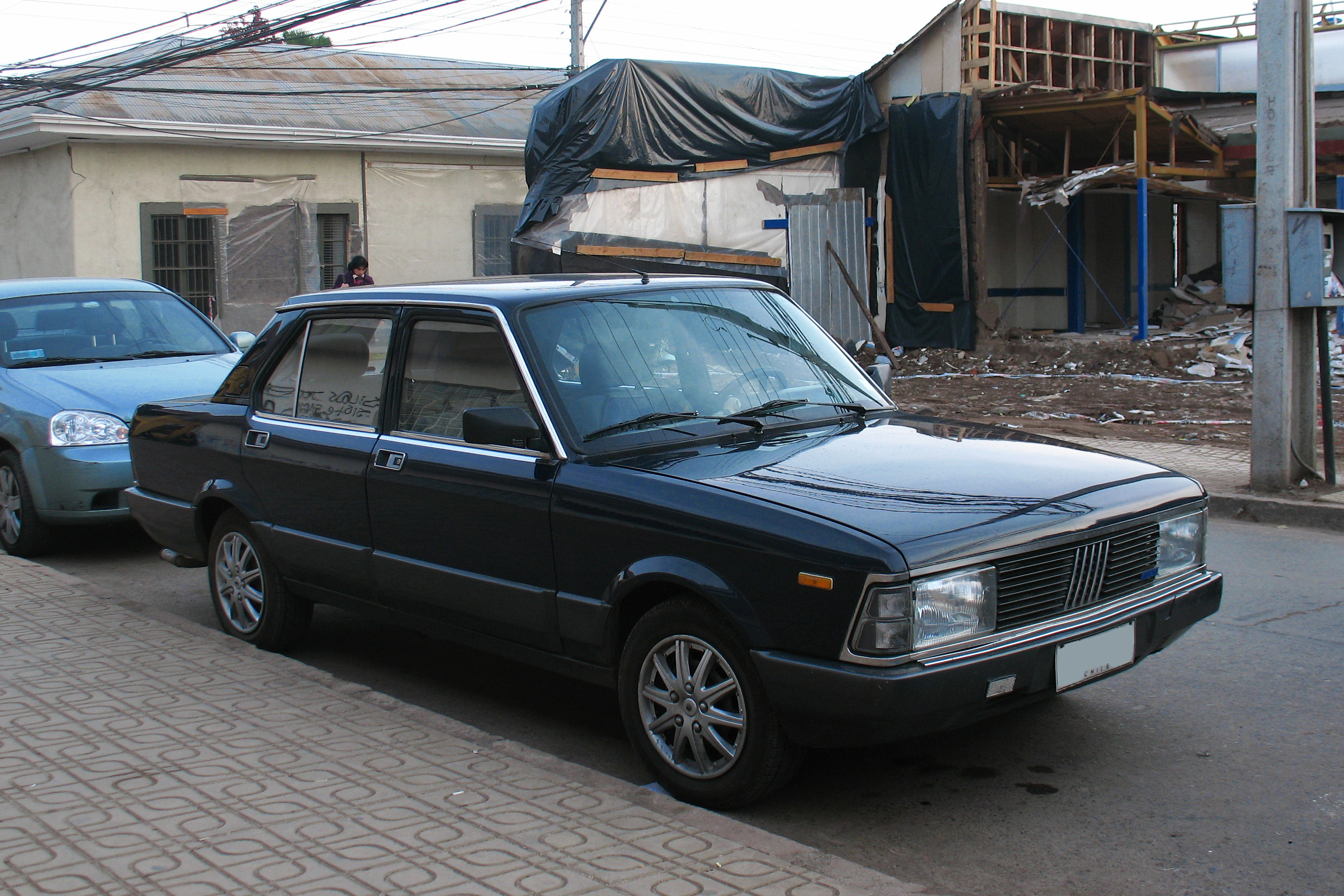
Послерестайлинговая версия
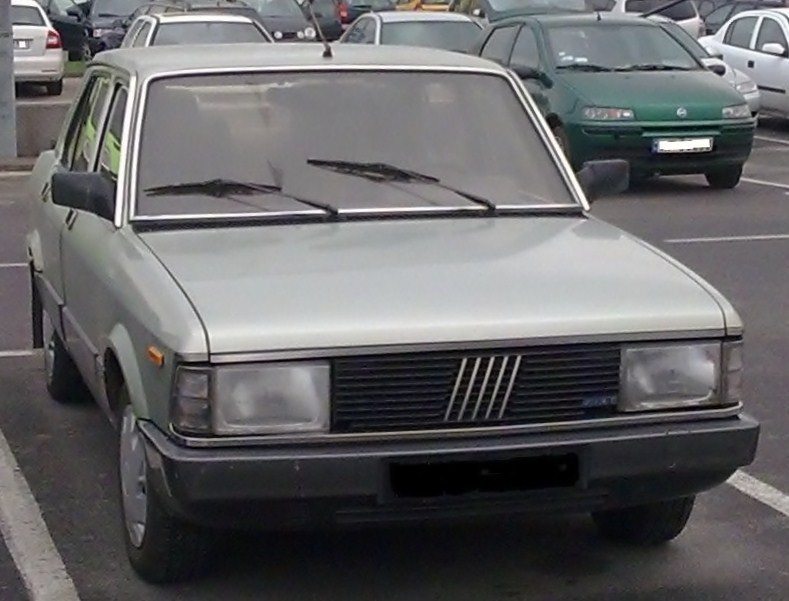
Послерестайлинговая версия
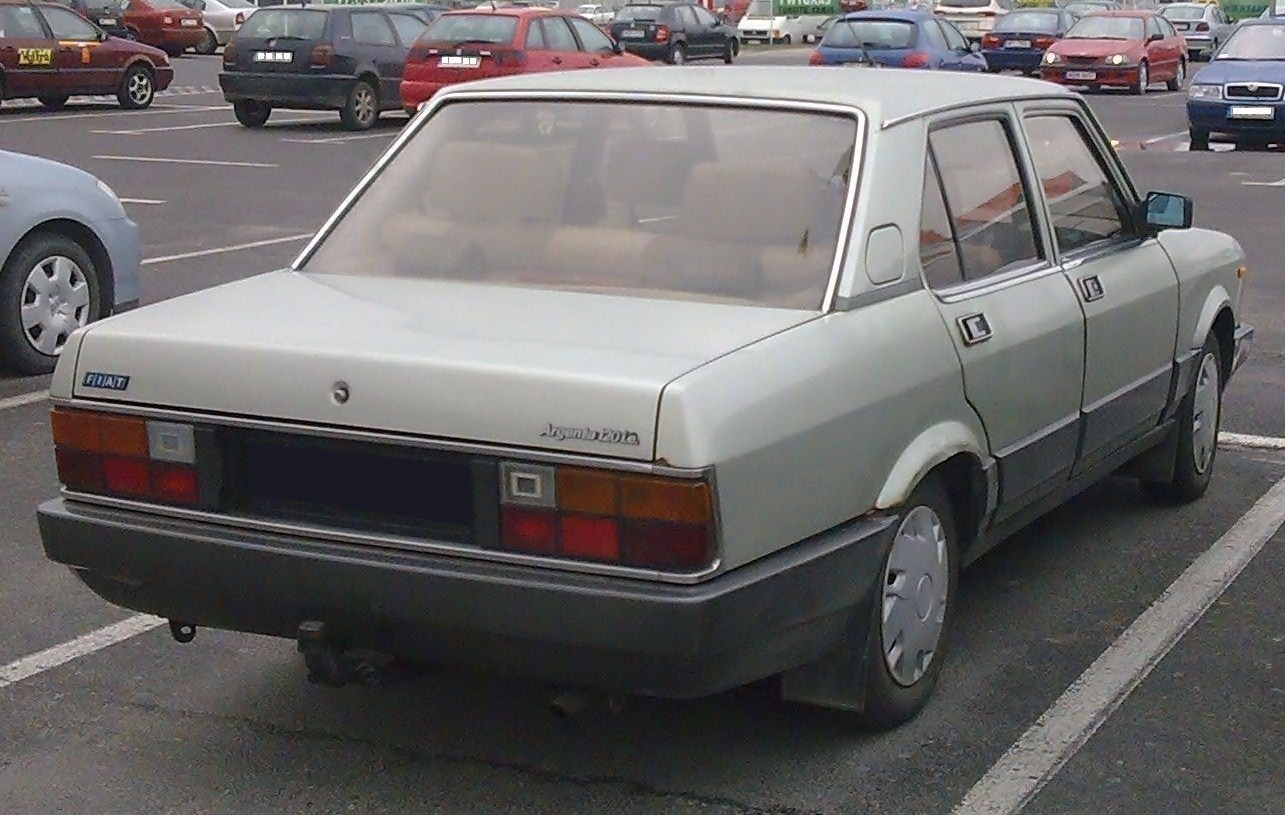
Послерестайлинговая версия